# Пјетре Нере (Рагуза)
Пјетре Нере је насеље у Италији у округу Рагуза, региону Сицилија.
Према процени из 2011. у насељу је живело 104 становника. Насеље се налази на надморској висини од 427 м.